# Lampropeltis triangulum
La falsa coral, coral ratonera o culebra real coralillo (Lampropeltis triangulum) es una especie de reptil de la familia Colubridae. Habita en casi toda América, desde el sur de Canadá hasta Ecuador, Colombia y Venezuela, pasando por Estados Unidos, México, Centroamérica y América del Sur.

## Subespecies
Se conocen las siguientes subespecies:
- Lampropeltis triangulum abnorma (Bocourt, 1886)
- Lampropeltis triangulum amaura (Cope, 1861)
- Lampropeltis triangulum andesiana Williams, 1978
- Lampropeltis triangulum annulata (Kennicott, 1861)
- Lampropeltis triangulum arcifera (Werner, 1903)
- Lampropeltis triangulum blanchardi Stuart, 1935
- Lampropeltis triangulum campbelli Quinn, 1983
- Lampropeltis triangulum celaenops Stejneger, 1903
- Lampropeltis triangulum conanti Williams, 1978
- Lampropeltis triangulum dixoni Quinn, 1983
- Lampropeltis triangulum elapsoides (Holbrook, 1838)
- Lampropeltis triangulum gaigae Dunn, 1937
- Lampropeltis triangulum gentilis (Baird & Girard, 1853)
- Lampropeltis triangulum hondurensis Williams, 1978
- Lampropeltis triangulum micropholis (Cope, 1860)
- Lampropeltis triangulum multistrata (Kennicott, 1861)
- Lampropeltis triangulum nelsoni Blanchard, 1920
- Lampropeltis triangulum oligozona (Bocourt, 1886)
- Lampropeltis triangulum polyzona (Cope, 1861)
- Lampropeltis triangulum sinaloae Williams, 1978
- Lampropeltis triangulum smithi Williams, 1978
- Lampropeltis triangulum stuarti Williams, 1978
- Lampropeltis triangulum syspila (Cope, 1889)
- Lampropeltis triangulum taylori Tanner & Loomis, 1957
- Lampropeltis triangulum triangulum (Lacépède, 1789)

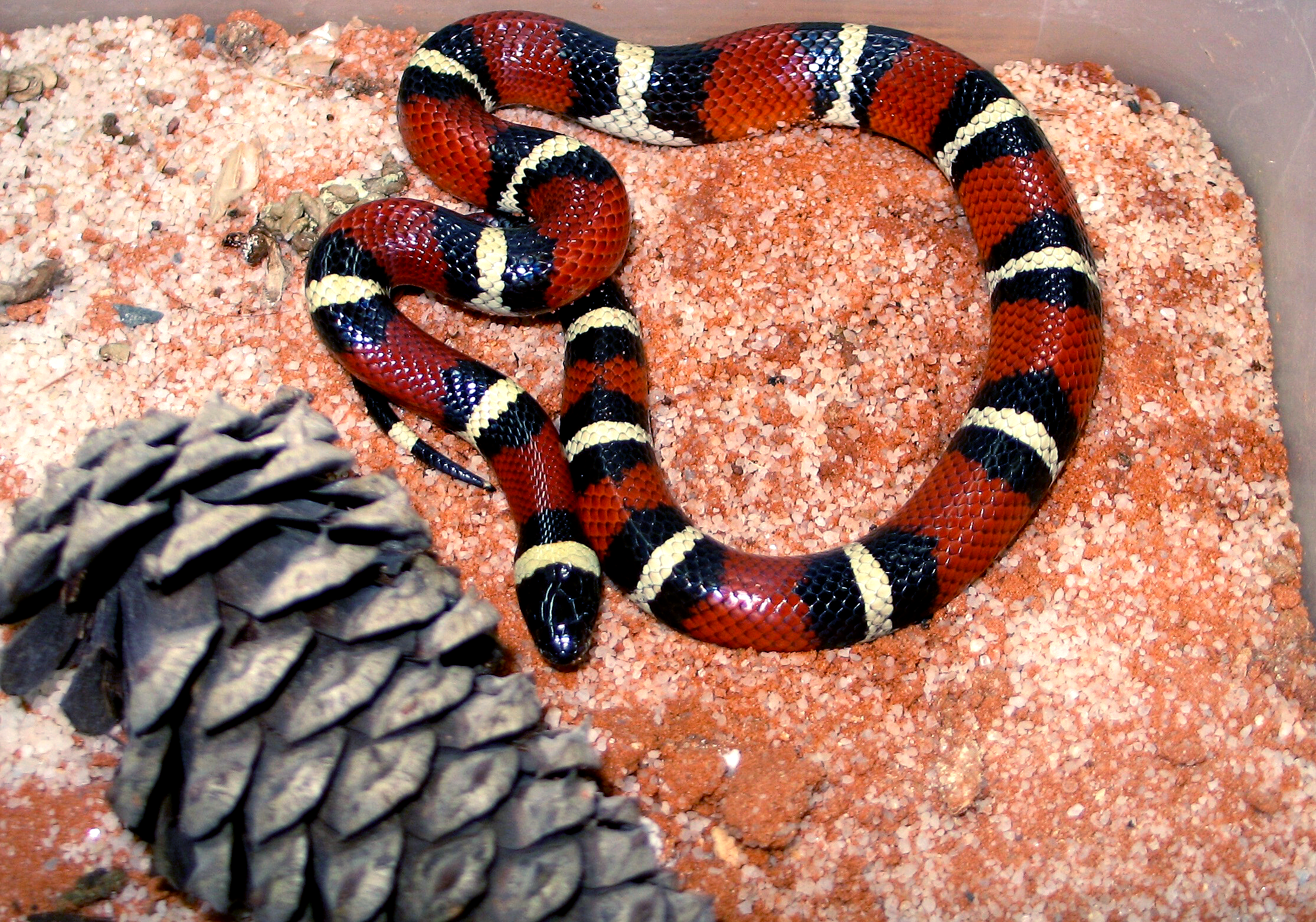
L. t. annulata
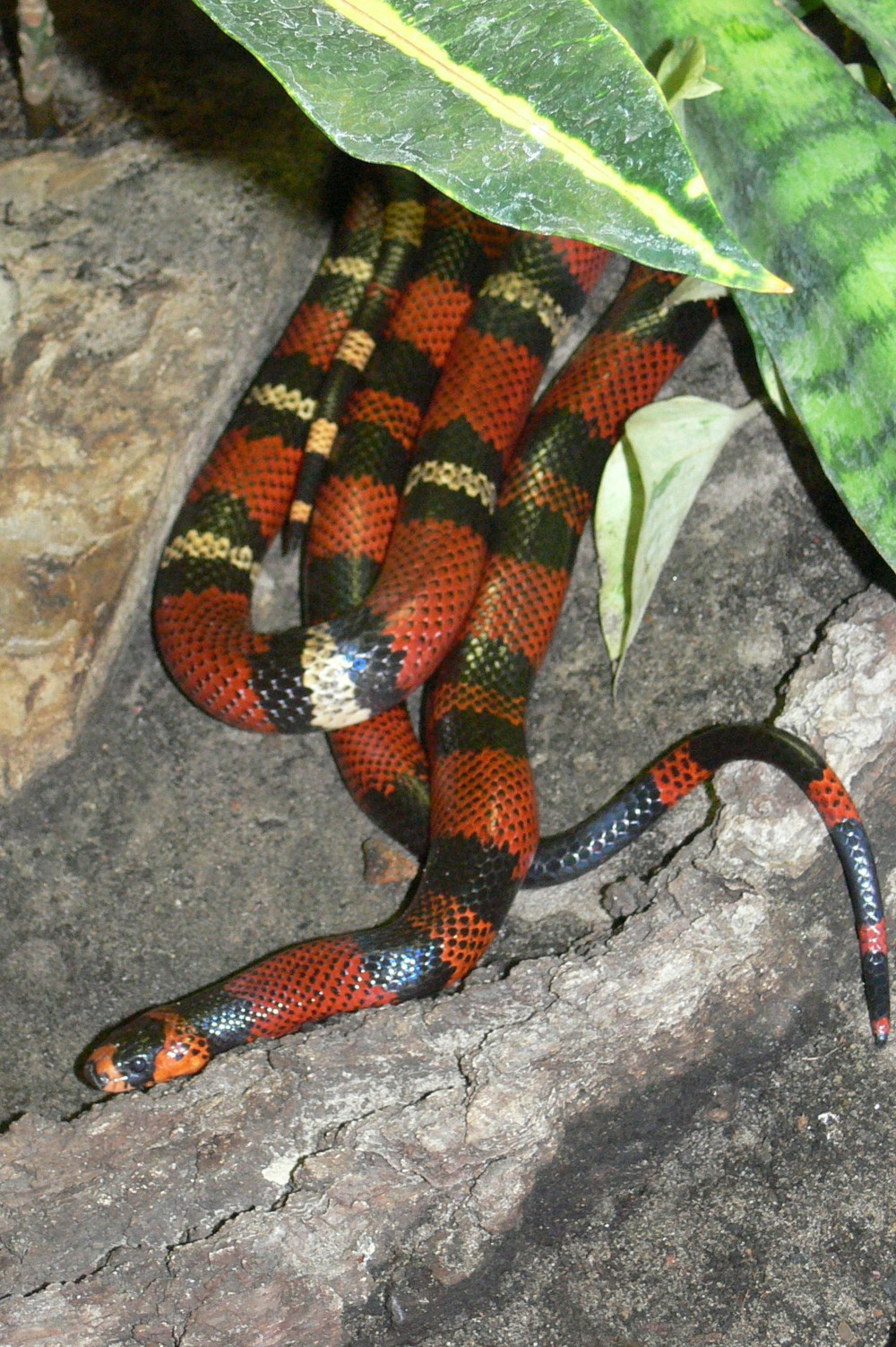
L. t. hondurensis
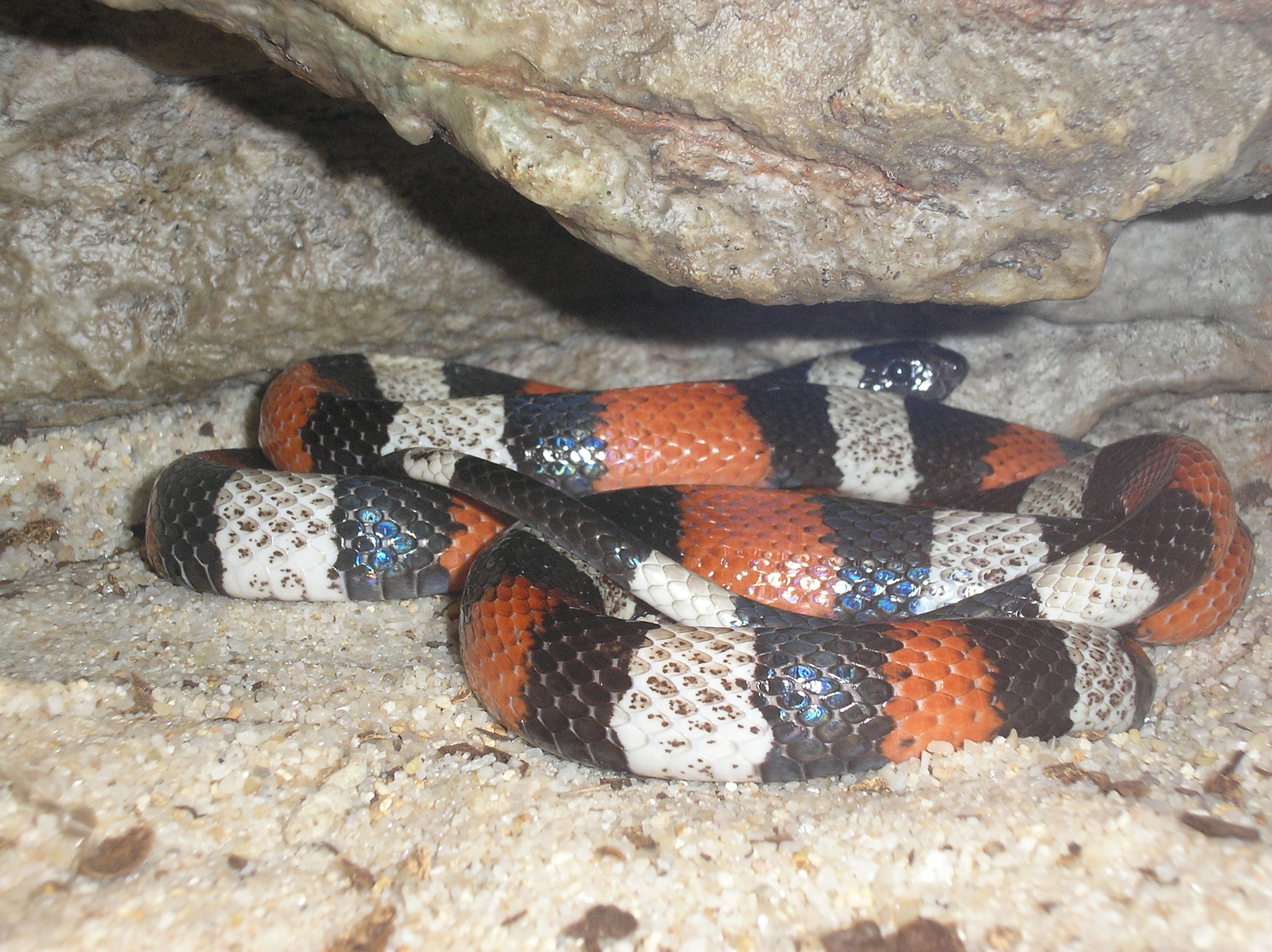
L. t. campbelli
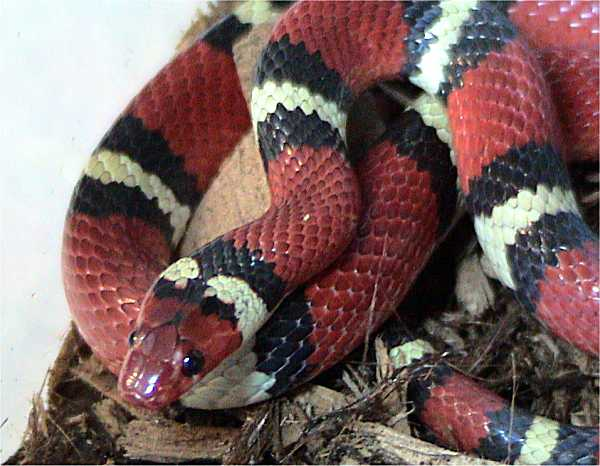
L. t. elapsoides
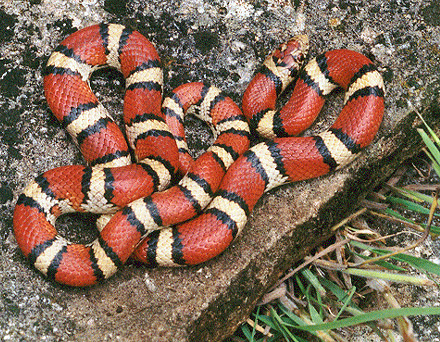
L. t. syspila